# IO-Link
IO-link — промышленный коммуникационный интерфейс. Предложен одноимённым комитетом организации пользователей Profibus (нем. PROFIBUS Nutzerorganisation e.V., англ. PROFIBUS User Organisation), разработчиком семейства промышленных интерфейсов Profibus. Впоследствии был стандартизирован как международный стандарт IEC 61131-9 «Programmable controllers — Part 9: Single-drop digital communication interface for small sensors and actuators (SDCI)». В России адаптирован как ГОСТ Р МЭК 61131-9 «Контроллеры программируемые. Часть 9. Одноточечный интерфейс цифровой связи для небольших датчиков и исполнительных устройств».
Интерфейс предназначен для интеллектуализации дискретных датчиков, таких как, например, концевой датчик или исполнительное устройство. Большинство таких датчиков подключается по трём проводам: два провода питания датчика и сигнальный провод типа включено-выключено (так называемые сухой контакт или открытый коллектор). Чтобы сохранить существующие стандарты таких дискретных устройств (например, стандарт концевых датчиков IEC 60947), новый интерфейс общается с устройством по сигнальной цепи. Чтобы сохранить совместимость все оконечные устройства при включении питания работают в нормальном режиме сухого контакта, переключаясь в коммуникационный режим только после выполнения мастером определённой процедуры.
Назначение интерфейса предопределяет, что интерфейс не может быть сетевым, а только типа точка-точка, с мастером и оконечным устройством.
Существует беспроводной интерфейс под названием IO-Link Wireless.

## Спецификация
На 2016 год существует две версии спецификации: 1.0 и 1.1. Они ограниченно совместимы: оконечные устройства 1.1 могут работать только с мастером 1.1.

## Физический уровень
Напряжение питания 24В. Мастер обязан обеспечить ток нагрузки до 200мА. Большие токи потребления оконечного устройства допускаются с использованием внешнего источника питания.
В режиме дискретного входа-выхода (SIO) выход работает как замыкатель на провод питания +24В, а вход работает как ограничитель тока 5..15 мА на минус питания.
Сигнализация в коммуникационном режиме (SDCI) основана на асинхронном интерфейсе с 8 бит данных, битом чётности и одним стоповым. Разрешены три скорости: 4.8, 38.4 и 230 кбод. Оконечное устройство может поддерживать одну скорость, мастер выясняет рабочую скорость оконечного устройства методом перебора всех скоростей при начальной инициализации. Логический «0» передаётся как нулевое напряжение (диапазон −3…+15В), логическая «1» как +24В (+15…+30В).
Для сохранения совместимости с существующей инфраструктурой разъемы и кабели в основном позаимствованы из IEC 60947-5-2. Максимальная длина кабеля 20 метров. Допустимы разъёмы типов M5, M8 или M12.

## Протокол
Для интерфейса специфицированы два состояния: SIO и SDCI. SIO — режим обычного дискретного входа и выхода в соответствии с назначением оконечного устройства. Для совместимости с имеющимся оборудованием и мастер и оконечное устройство при включении питания всегда работают в этом режиме. Для переключения в режим обмена данными (SDCI) мастер должен выполнить специальную процедуру (wake-up). Мастер также обязан определять горячую замену оконечного устройства с соответствующими процедурами восстановления требуемого состояния оконечного устройства.
Протокол типа запрос-ответ, инициатором любого обмена является мастер.